# Província de Inaba

Mapa das províncias japonesas (1868), com a província de Inaba em destaque

Inaba (因幡国; -no kuni) foi uma antiga província do Japão na área que hoje corresponde ao leste da prefeitura de Tottori. Inaba fazia fronteira com as províncias de Harima, Hōki, Mimasaka, e Tajima.
A antiga capital e o castelo ficavam na cidade de Tottori.

## Inaba Gonsuke
Lista parcial de vice-governadores
- Koga Michihira (1216 - 1218)